# Phigalia nervosa
Phigalia nervosa är en fjärilsart som beskrevs av Barend J. Lempke 1970. Phigalia nervosa ingår i släktet Phigalia och familjen mätare. Inga underarter finns listade i Catalogue of Life.